# سوق الطلبة
سوق الطلبة هي قرية مغربية تابعة لدائرة القصر الكبير إقليم العرائش شمال غرب البلاد. تقع سوق الطلبة على بعد بضع كيلومترات من القصر الكبير.و تضم سوق الطلبة حوالي 13.142 نسمة (إحصاء 2004). تعثبر الجماعة القروية لسوق الطلبة مركزا قرويا أو قيادة كما تصنف في الترتيب الإداري المغربي حيث تعتبر مقرا لقيادة مجموعة من القرى الصغيرة الواقعة على حدودها الجغرافية وهي واحدة من مجموعة من القيادات التابعة لدائرة القصر الكبير.
ويرجع سبب التسمية حسب رواية شفوية أن سوقا أسبوعيا كان يعقد يوم كل جمعة وكان أكثر رواده من طلبة القرأن بالقرى والمداشر المجاورة إلا أن هذا السوق لم يعد يقام منذ مدة.

## دواوير الجماعة القروية
- دوار ولاد جميل
- دوار الهرارسة
- دوار شماخة

دوار بجانة